# Paul Cyr
Paul Andre Cyr (* 31. Oktober 1963 in Port Alberni, British Columbia; † 12. Mai 2012 in Nakusp, British Columbia) war ein kanadischer Eishockeyspieler. Der linke Flügelstürmer bestritt zwischen 1982 und 1992 über 400 Spiele für die Buffalo Sabres, New York Rangers und Hartford Whalers in der National Hockey League. Mit der kanadischen U20-Nationalmannschaft gewann er im Jahre 1982 die erste Goldmedaille bei Junioren-Weltmeisterschaften in der Geschichte des Teams.

## Karriere
Paul Cyr lief in seiner Jugend unter anderem für die Nanaimo Clippers in der British Columbia Junior Hockey League auf, bevor er gegen Ende der Saison 1979/80 zu den Victoria Cougars in die ranghöhere Western Hockey League (WHL) wechselte. Dort gewann er mit dem Team bereits als Rookie die WHL-Playoffs um den President’s Cup, bevor ihm persönlich in der Spielzeit 1981/82 der Durchbruch gelang, indem er 108 Scorerpunkte in 58 Spielen verzeichnete. Anschließend wurde er im NHL Entry Draft 1982 an neunter Position von den Buffalo Sabres berücksichtigt. Für die Sabres debütierte der Flügelstürmer mit Beginn der Folgesaison in der National Hockey League (NHL), verbrachte das Jahr jedoch noch anteilig bei den Cougars in der WHL.
Mit Beginn der Spielzeit 1983/84 etablierte sich Cyr im NHL-Aufgebot der Sabres und trat dort als regelmäßiger Scorer in Erscheinung. Die folgenden drei Jahre stellten seine statistisch besten dar, so erreichte er zweimal die Marke von 20 Toren und verzeichnete 1985/86 seinen Karriere-Bestwert von 51 Punkten. Anschließend ließen seine Leistungen jedoch nach, sodass er nach nur einem Tor und einer Vorlage aus 20 Partien im Dezember 1987 samt einem Zehntrunden-Wahlrecht im NHL Entry Draft 1988 an die New York Rangers abgegeben wurde. Im Gegenzug erhielten die Sabres Mike Donnelly und ein Fünftrunden-Wahlrecht für denselben Draft. In New York absolvierte der Angreifer allerdings im Laufe der folgenden knapp zweieinhalb Jahre nur 41 Partien und fiel den Großteil der Zeit, unter anderem die gesamte Spielzeit 1989/90, aufgrund einer Knieverletzung aus.
Die Rückkehr in die NHL gelang ihm bei den Hartford Whalers, die ihn im September 1990 als Free Agent unter Vertrag nahmen. Für das Team bestritt der Kanadier seine letzte komplette NHL-Saison, in der er auf 25 Punkte in 70 Spielen kam, bevor er zwischen 1991 und 1993 hauptsächlich für das Farmteam der Whalers, die Springfield Indians, in der American Hockey League zum Einsatz kam. Anschließend beendete er seine Laufbahn, in der er insgesamt 495 NHL-Spiele bestritten und dabei 251 Scorerpunkte verzeichnet hatte.
Cyr ließ sich nach seiner aktiven Karriere in Nakusp nieder und verstarb dort im Mai 2012 im Alter von 48 Jahren an Herzversagen.

### International
Auf internationalem Niveau vertrat Cyr die kanadische U20-Nationalmannschaft bei den Junioren-Weltmeisterschaften 1982 und 1983. Im ersten Jahr verzeichnete der Angreifer zehn Scorerpunkte und gewann mit dem Team die erste Goldmedaille für sein Heimatland in der Geschichte dieses Wettbewerbs. 1983 folgte ein dritter Platz und somit die Bronzemedaille.

## Erfolge und Auszeichnungen
- 1981 President’s-Cup-Gewinn mit den Victoria Cougars
- 1982 Goldmedaille bei der Junioren-Weltmeisterschaft
- 1982 WHL Second All-Star Team
- 1983 Bronzemedaille bei der Junioren-Weltmeisterschaft

## Karrierestatistik

### International
Vertrat Kanada bei:
- Junioren-Weltmeisterschaft 1982
- Junioren-Weltmeisterschaft 1983

(Legende zur Spielerstatistik: Sp oder GP = absolvierte Spiele; T oder G = erzielte Tore; V oder A = erzielte Assists; Pkt oder Pts = erzielte Scorerpunkte; SM oder PIM = erhaltene Strafminuten; +/− = Plus/Minus-Bilanz; PP = erzielte Überzahltore; SH = erzielte Unterzahltore; GW = erzielte Siegtore; 1 Play-downs/Relegation; Kursiv: Statistik nicht vollständig)